# Caimito

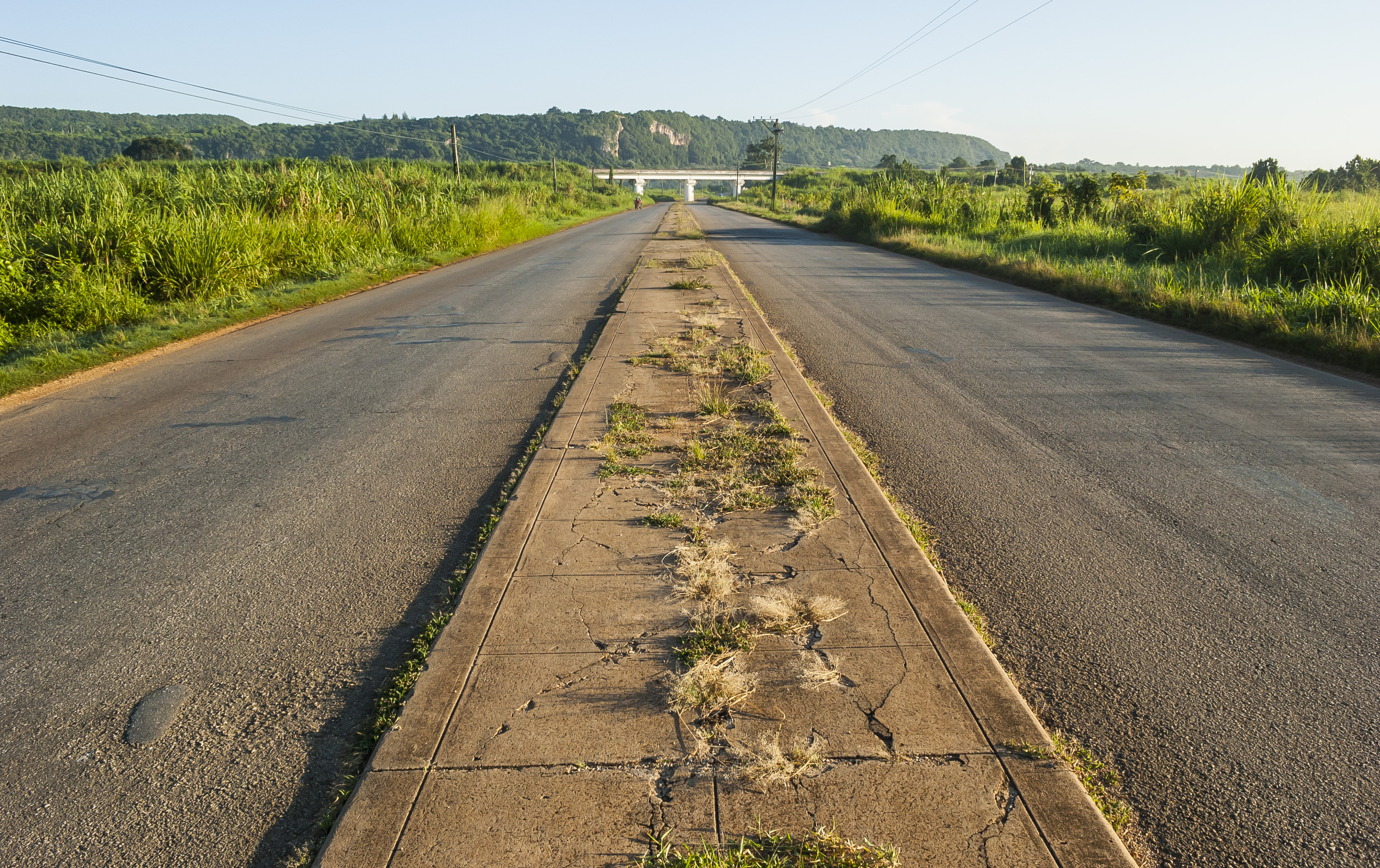
está imagem mostra as ruas de caimito que levam as cidades de cuba

Caimito é um município de Cuba pertencente à província de Artemisa. 